# Vincenzo Criscuolo
Vincenzo Criscuolo, O.F.M. Cap. (* 25. března 1950, Minori) je italský římskokatolický kněz, řeholník a generální relátor Kongregace pro blahořečení a svatořečení.

## Život
Narodil se 25. března 1950 v Minori.
Studoval v kapucínských konventech v Cava de' Tirreni, Eboli, Cerreto Sannita a v Salernu. Dne 7. září 1974 byl vysvěcen na kněze.
Na Istituto Storico dei Cappuccini studoval historiografii. Poté srtudoval na Papežské univerzitě Gregoriana, kde roku 1984 získal doktorát. Poté působil jako vicepředseda a později jako předseda Istituto Storico dei Cappuccini. Roku 1989 jej papež Jan Pavel II. jmenoval poradcem a postulátorem Kongregace pro blahořečení a svatořečení. Poté se stal členem generální kurie Kapucínů.
Dne 10. října 2008 jej papež Benedikt XVI. jmenoval generálním relátorem Kongregace pro blahořečení a svatořečení.